# Corsiero

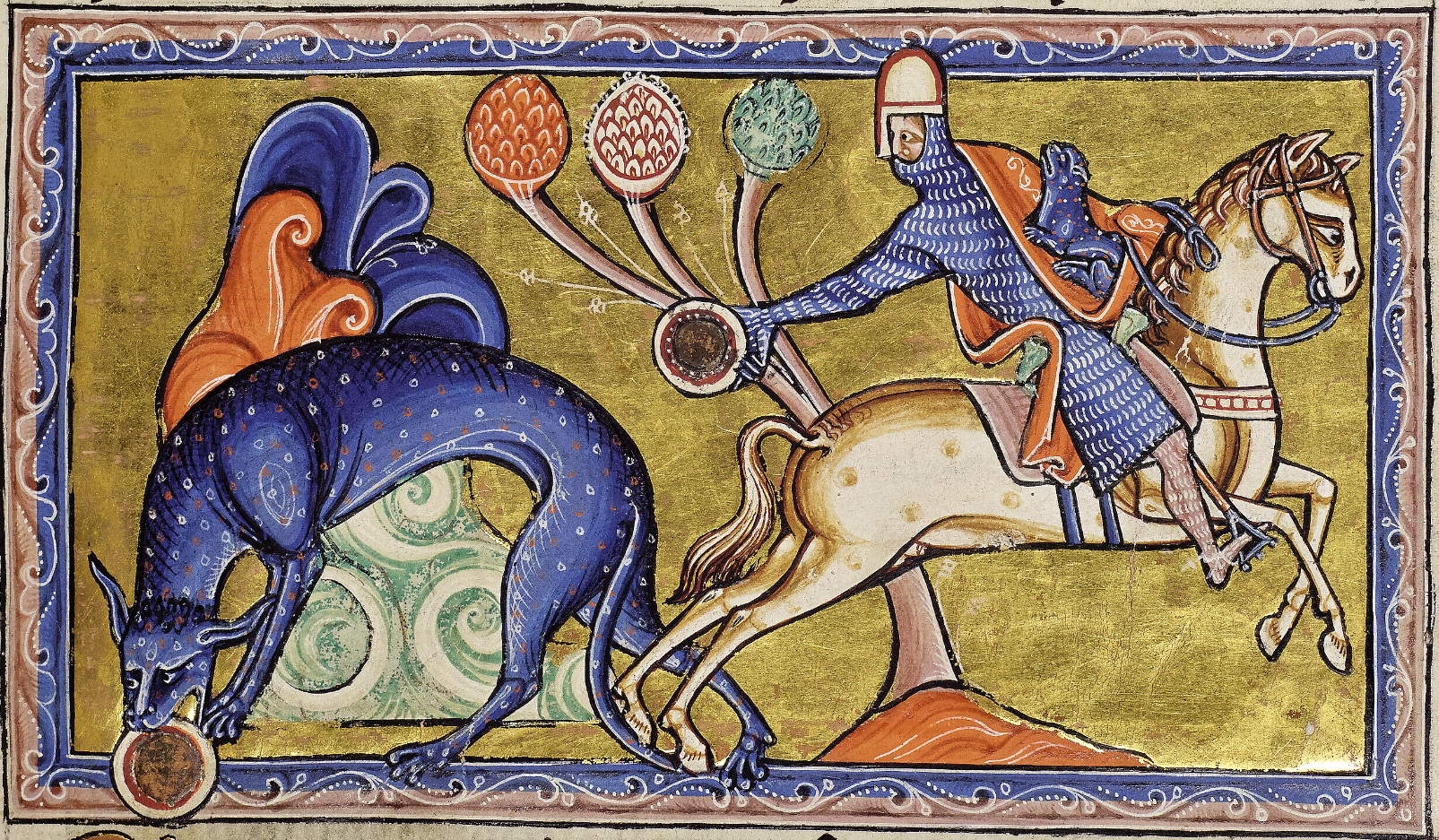
Questa rappresentazione di un cavaliere a cavallo potrebbe mostrare un corsiero.

Il corsiero o corsiere era un cavallo veloce e forte, spesso usato durante il Medioevo come cavallo da guerra. Era cavalcato da cavalieri e uomini d'arme al pari del destriero di cui costituiva una variante più versatile ed economica e quindi più diffusa.

## Etimologia
Si ritiene comunemente che i corsieri prendano il nome dalla loro andatura di corsa, (dal francese antico cours, "correre"  ).

## Impiego

### Guerra
Il corsiero era più comune del destriero e preferito per la battaglia poiché era leggero, veloce e forte. Erano cavalli preziosi ma meno costosi del pregiatissimo destriero. Un altro cavallo comunemente cavalcato durante la guerra era il ronzino, un cavallo per tutti gli usi.

### Altri usi
I corsieri venivano usati occasionalmente per la caccia.